# Liste der Olympiasieger im Segeln
Die Liste der Olympiasieger im Segeln bietet einen Überblick über sämtliche Medaillengewinner in den Segel-Wettbewerben bei Olympischen Sommerspielen. Aufgrund der umfangreichen Datenmenge erfolgt eine Unterteilung in fünf Teillisten.
- Unter „Medaillengewinner“ sind sämtliche Medaillengewinner in den für Männer ausgeschriebenen Disziplinen aufgeführt.
- Unter „Medaillengewinnerinnen“ sind sämtliche Medaillengewinner in den für Frauen ausgeschriebenen Disziplinen aufgeführt.
- Unter „Medaillengewinner Offene Klassen“ sind sämtliche Medaillengewinner in den für beide Geschlechter offenen Disziplinen aufgeführt.
- Die Liste „Statistiken“ enthält den Medaillenspiegel sowie eine Auflistung der erfolgreichsten Segler.